# Sinraptor
Sinraptor ("Kinas rövare"), släkte med dinosaurier påträffade i Shangshaximiao Formation Sichuan, och Dzungariet-bäckenet i Xinjiang, centrala och östra Kina. Sinraptor var en theropod, nära besläktad med den mer kända Allosaurus, och tros ha levt under Jura, någon gång för omkring 160 - 150 milj. år sedan. De första fossilen efter Sinraptor hittades under en expedition i samarbete mellan forskare från Kina och Kanada under året 1987 (Currie 1991, Dong 1993). Man fann ett välbevarat skelett efter en stor theropod i Shishugou Formation (Xinjiang). Skelettet (IVPP 10600) beskrevs av Xian Zhao och Phil Currie 1993, och fick namnet Sinraptor dongi.

## Beskrivning

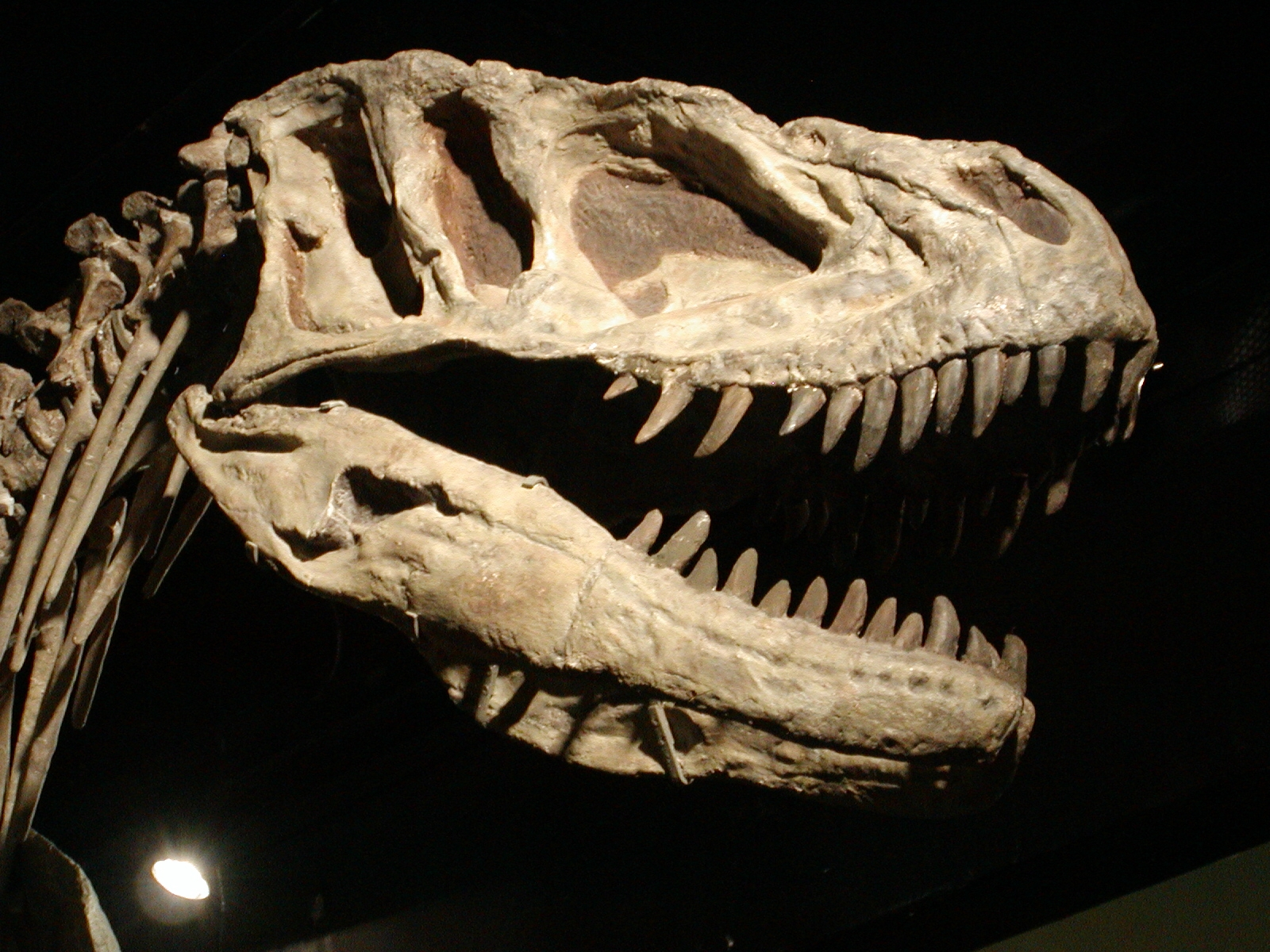
Skalle av Sinraptor på Miami Museum of Science.

Sinraptor var en typisk allosauroid. Den gick uteslutande på bakbenen, som de flesta andra theropoder, och balanserade framkroppen och det stora huvudet med en lång, kraftig svans. Kroppen var relativt tunn, med smalt bäcken. Frambenen var troligen relativt små men muskulösa, med 3-fingrade händer och krökta klor. Sinraptor hade ett stort huvud med käften fylld av vassa tänder. Skallen är ungefär 1 meter lång, men ganska kort i förhållande till sin höjd, och påminner därför något om de ihoptryckta skallar som ses på de senare abelisauriderna. Liksom många andra allosauroider hade Sinraptor's huvud skrovliga utväxter över ögonen. Sådana utväxter kan ha fäst kammar av keratin, och använts för att stöta till artfränder med Sinraptor blev cirka 7 - 8 meter lång.

## Taxonomi
Sinraptor var en carnosaurie, en grupp med theropoder som florerade under de geologiska perioderna jura och krita. Den tillhörde vidare överfamilj allosauroidea, och delade ett nära släktskap med de Nordamerikanska Allosauriderna, de sentida Neovenatoriderna och de stora Carcharodontosauriderna. Sinraptor tillhörde familjen Metriacanthosauridae, tillsammans med bland annat Yangchuanosaurus och Metriacanthosaurus.
Det finns 2 arter beskrivna inom släktet Sinraptor, S. dongi och S. hepingensis. S. hepignesis beskrevs först som en art i släktet Yangchuanosaurus, kallad Yangchuanosaurus hepingensis, men den tros nu vara en art inom släktet Sinraptor.